# معركة واد راس
وقعت معركة واد راس يوم 23 مارس 1860 بين المغرب وإسبانيا، بعد المعركة تمخضت معاهدة واد راس.